# سیغاتا
سیغاتا (به عربی: سیغاتا) یک روستا در سوریه است که در ناحیه مرکزی مصیاف واقع شده‌است. سیغاتا ۱٬۷۳۹ نفر جمعیت دارد.